# Inge Dreisig
Pour les articles homonymes, voir Dreisig.
 (juillet 2020).
Si vous disposez d'ouvrages ou d'articles de référence ou si vous connaissez des sites web de qualité traitant du thème abordé ici, merci de compléter l'article en donnant les références utiles à sa vérifiabilité et en les liant à la section « Notes et références ».
Inge Dreisig est une soprano d’origine danoise.

## Biographie
Inge Dreisig commence ses études musicales dans son pays natal. Elle les poursuit en France où elle réside depuis 1982. Issue du Conservatoire national supérieur de musique de Paris, elle obtient en 1990 les prix de chant et de musique de chambre ainsi que le diplôme d’art lyrique. Cette même année elle est lauréate du Concours international de chant de Toulouse (prix de la SACEM).
Elle se perfectionne à l’École d’Art lyrique de l'Opéra de Paris et se produit en récital au Studio-Bastille dans le cadre de l’émission « voix nouvelles » diffusée sur Radio classique. À l’Amphithéâtre-Bastille elle participe à un programme consacré à Darius Milhaud avec l’ensemble Fa sous la direction de Dominique Mayer. Rapidement, elle débute sur la scène de l'Opéra Bastille dans les rôles de Barbarina (Les Noces de Figaro de Wolfgang Amadeus Mozart), Papagena (La Flûte enchantée de Wolfgang Amadeus Mozart), die Schleppträgerin (« la porteuse de traîne » dans Elektra de Richard Strauss) ainsi que la partie de soprano solo du Magnificat de Jean-Sébastien Bach.

## L'Opéra royal de Wallonie (O. R. W.)
Invitée régulièrement en Belgique à l'Opéra royal de Wallonie (O. R. W.) de Liège, Inge Dreisig interprète les rôles de :
- Pamina, La Première Dame (La Flûte enchantée – Mozart)
- Suzanne (Les Noces de Figaro – Mozart)
- Zerlina (Don Giovanni – Mozart)
- Adina (L'Elixir d'amour — Donizetti)
- Nannetta (Falstaff – Verdi)
- Serpina (La serva padrona – Pergolesi)
- Tebaldo (Don Carlos (opéra) – Verdi)
- Jemmy (Guillaume Tell (opéra) - Rossini)
- Poussette (Manon (opéra) - Massenet)
- La Baronne de Gondremarck (La Vie parisienne – Offenbach)
- Inès (La Favorite — Donizetti)
- Juliette (Roméo et Juliette (Gounod))
- Antonia (Les Contes d'Hoffmann – Offenbach)
- Micaëla (Carmen (opéra) – Bizet)
- la Vendeuse de fraises, la Vendeuse de dentelles, la Saltimbanque (Mort à Venise Death in Venice – Britten)

## Sur plusieurs des principales scènes françaises
Elle interprète les rôles mozartiens de :
- Pamina (La Flûte enchantée) à Saint-Étienne et Reims
- la Première Dame (La Flûte enchantée) à Toulouse
- Ilia (Idoménée) à Nantes, Angers et Rennes
- Constance (L'Enlèvement au sérail - version française) à Dijon
- Servilia (La Clémence de Titus) à Tours
- Zerlina (Don Giovanni) en tournée

Elle incarne Marzelline (Fidelio — Beethoven), Anna (La Dame Blanche – Boïeldieu) à Tours et Saint-Étienne ; Jemmy (Guillaume Tell (opéra)  – Rossini), Adina (L’Elixir d’Amour - L'elisir d'amore – Donizetti), Gilda (Rigoletto — Verdi) à Reims ; Juliette (Roméo et Juliette – Gounod), Wanda (La Grande Duchesse de Gerolstein – Offenbach), La Baronne (La Vie Parisienne – Offenbach) à Tours, Toulouse et Bordeaux ; Mimì (La Bohème – Puccini - version française) à Lyon ; Tebaldo (Don Carlos (opéra) – Verdi), Micaëla (Carmen (opéra)– Bizet), Manon (Manon (opéra) – Massenet) à Limoges ; Jenny (Mahagonny – Weill) à la Péniche-Opéra (Paris) ; Miss Jessel (Le Tour d'écrou The Turn of the Screw – Britten) au CNSM de Paris ; Lydie (La Farce du Poirier –  Terrasse) à l’Opéra-Comique (Paris)...
Elle crée le rôle de Gustel (Le Précepteur — Michèle Reverdy) à Châlon-sur-Saône et à l’Opéra de Rennes en création française enregistrée par TF1. 
Elle prend part au spectacle « Eau’pérettes » à la Péniche Opéra (La Fiancée du Scaphandrier de Claude Terrasse, suivie de Bataille Navale, création de Denis Chouillet).
Elle est l’invitée de festivals pour les rôles de Marguerite (Faust (Gounod) et Mélisande (Pelléas et Mélisande – Debussy) à Loches, Pamina (La Flûte Enchantée - Mozart) à Loches et à Saint-Céré ainsi qu’en tournée, La Première Dame (La Flûte Enchantée – Mozart) à Lacoste (production Eve Ruggieri), diffusée sur France 2 en version « Best of ».

## Inge Dreisig chante

### Sous la baguette de
- Theodor Guschlbauer
- J-S. Béreau
- M. Schoenwandt
- J. Darlington
- F. Pleyer
- J. Kout
- K. Weise
- G.  Condette
- Louis Langrée
- J-Y. Ossonce
- A. Zedda
- P. Davin
- Y. Fischer

### Dans des mises en scène de
- Bob Wilson
- A. Selva
- B. Broca
- Albert-André Lheureux
- M. Larroche
- O. Benezech
- O. Desbordes
- S. Vizioli
- P. Sireuil
- P. Médecin
- Yannis Kokkos
- J-L. Pichon
- K. Kaegi
- P. Ionesco

### En oratorio
- Exultate Jubilate de Mozart à Reims
- Grande Messe en Ut de Mozart à l'île de Ré
- Ein deutsches Requiem de Brahms à la Madeleine (Paris)
- « Messe des Morts » d'Arthur Honegger à l’Auditorium de Dijon
- « Symphonie nº 9 de Beethoven » à Paris et à Limoges
- Carmina Burana de Carl Orff à Liège pour l’Euro-Fête de l’an 2000 et à Anvers et Bruges avec l’Orchestre symphonique de Flandre sous la direction de David Angus

## Partenaires
Parmi ses nombreux partenaires citons : Renato Bruson, Michel Trempont, Béatrice Uria-Monzon, L. Tezier, P. Rouillon, M-A Todorovitch, J-L Viala, G. Cachemaille, M. Vanaud,  J-P. Lafont...